# Scooby-Doo! e il fantasma del ranch
Scooby-Doo! e il fantasma del ranch (Scooby-Doo! Shaggy's Showdown) è un film del 2017 diretto da Matt Peters, basato sui personaggi di Scooby-Doo.
Prodotto dalla Warner Home Video, è stato pubblicato negli Stati Uniti d'America il 31 gennaio 2017, mentre in Italia viene mandato in onda in prima TV su Boomerang +1 il 16 giugno dello stesso anno. Viene distribuito inoltre in anteprima sulla piattaforma Sky On Demand una settimana prima della messa in onda.

## Trama
La Mystery Incorporated sta andando a trovare la cugina di Shaggy, Tawny Rogers, che gestisce un ranch in cui i turisti possono vivere avventure come veri cowboy. Appena arrivati, però, gli abitanti si comportano in modo strano come se avessero paura di Shaggy; inoltre gli amici scoprono che il fantasma di un antico e famoso antenato della famiglia Rogers è tornato a terrorizzare la piccola cittadina.